# Ilias Zengelis

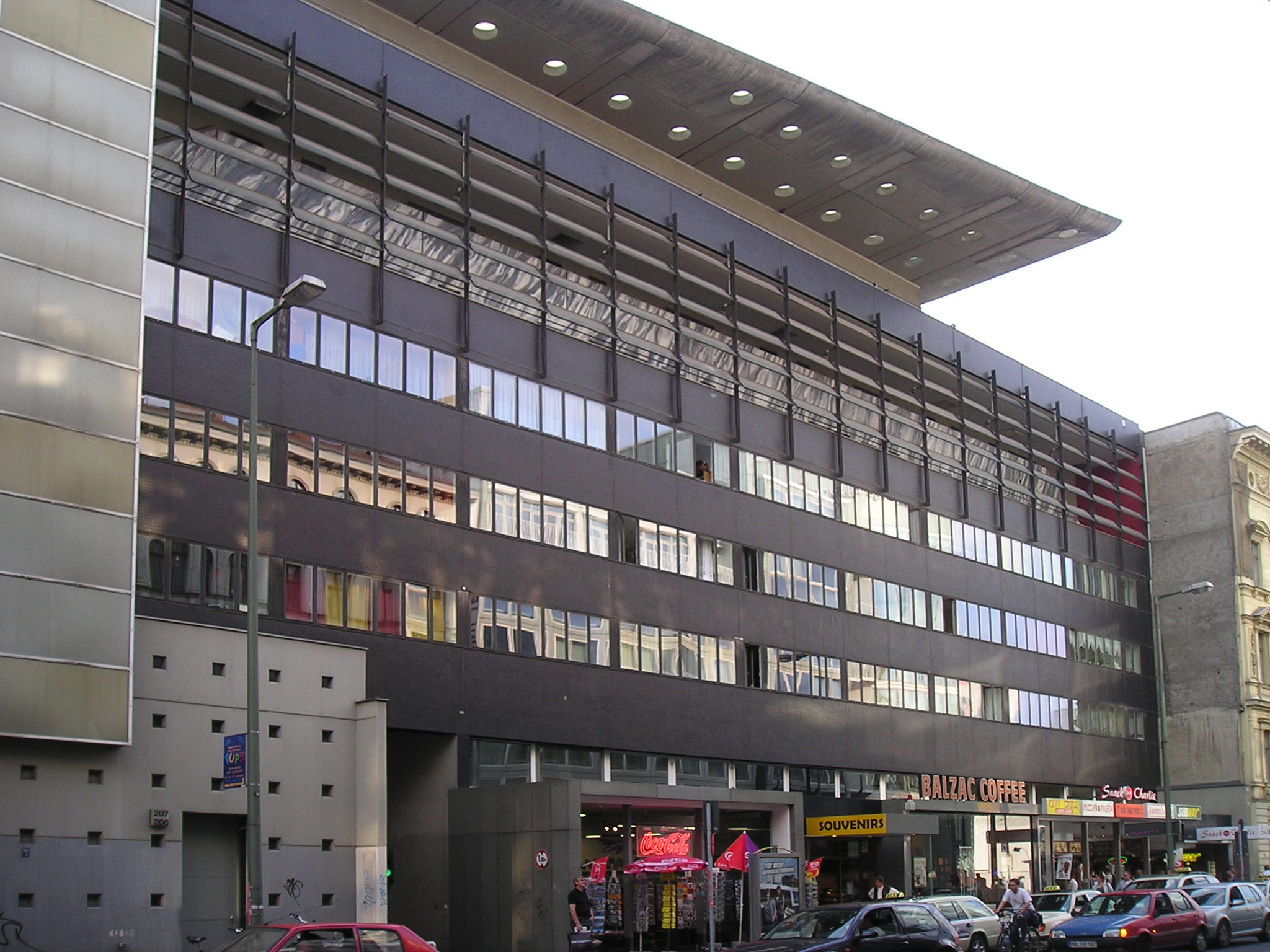
Wohnhaus am Checkpoint Charlie

Ilias Zengelis (auch Elia oder Elias Zenghelis, griechisch Ηλίας Ζεγγέλης; * 1937 in Athen) ist ein griechischer Architekt, der durch die Gründung des Office for Metropolitan Architecture (OMA) zusammen mit seinem damaligen Studenten Rem Koolhaas bekannt wurde.

## Werdegang
Ilias Zengelis studierte bis 1961 Architektur an der Architectural Association School of Architecture in London. Zu dieser Zeit arbeitete er bei Douglas Stephen and Partners in London. Von 1971 bis 1975 arbeitete er u. a. mit Georges Candilis, Michael Carapetian, Aristidis Romanos, Oswald Mathias Ungers und Peter Eisenman zusammen. 1975 gründete er mit Rem Koolhaas das Office for Metropolitan Architecture, an dem auch Zaha Hadid tätig war. Das OMA hatte Büros in London, Rotterdam und Athen. 1987 verließ Zengelis das Büro OMA.
Er lehrte als Dozent oder Professor an der Princeton University in New Jersey, der Columbia University in New York City, der Syracuse University in New York sowie an der Architectural Association School of Architecture in London, dem Berlage Institute in Rotterdam, der Kunstakademie Düsseldorf, dem Edinburgh College of Art, School of Architecture, der Bartlett School of Architecture and Planning in London, der Hochschule Liechtenstein und der ETH Zürich.

## Bauwerke (Auswahl)
- Koolhaas-Haus am Checkpoint Charlie, Friedrichstr. 207–208, Berlin, mit Rem Koolhaas und Matthias Sauerbruch (1989)

## Preise
- 1991: Besondere Erwähnung – Mies van der Rohe Preis

| Personendaten    | Personendaten                                                   |
| ---------------- | --------------------------------------------------------------- |
| NAME             | Zengelis, Ilias                                                 |
| ALTERNATIVNAMEN  | Ζεγγέλης, Ηλίας (griechisch); Zenghelis, Elia; Zenghelis, Elias |
| KURZBESCHREIBUNG | griechischer Architekt                                          |
| GEBURTSDATUM     | 1937                                                            |
| GEBURTSORT       | Athen                                                           |